# Veniliornis passerinus
El carpintero chico (Veniliornis passerinus), también denominado carpinterito oliváceo (Paraguay, Venezuela), carpintero oliva chico (Argentina), carpintero oliváceo común (Argentina) o carpintero ribereño (Colombia), es una especie de ave piciforme perteneciente al género Veniliornis que integra la familia Picidae. Vive en Sudamérica.

## Descripción
El carpintero chico es el menor de los miembros de su género, mide entre 15  y 17 cm de largo. El macho presenta una boina roja manchada de gris en el píleo y la nuca, que en la hembra es gris jaspeada de blanco. E otras razas frente y corona grisáceas o con ceja y línea malar blancas. Partes superiores de color pardo oliváceo, cara pardo anteada, garganta y resto de partes inferiores barradas de blanquecino y gris-negruzco; tenue barrado en el dorso y suave moteado en cobertoras alares. Cola oscura.

## Distribución y hábitat
Está presente en Argentina, Bolivia, Brasil, Colombia, Ecuador, la Guayana francesa, Guyana, Paraguay, Perú, Surinam y Venezuela. Más detalles en Subespecies.

El carpintero chico se encuentra en un amplio espectro de hábitats arbolados de América del Sur, al este de los Andes y por debajo de los 1000 de altitud. Es común en los márgenes de las selvas tropicales y los claros, los bosques secundarios y las riberas.

## Comportamiento
Vive solo o en pareja a cualquier altura del bosque, frecuente en locales abiertos y fácil de ver. No acostumbra juntarse a bandada mixtas. Encaramado en una rama alta, da un “kikikikiki...” que va acelerando.

### Reproducción
Nidifican en tallos de bambú, en palmeras o ramas secas, donde excavan una pequeña entrada.

### Alimentación
Son insectívoros.

## Sistemática

### Descripción original
La especie V. passerinus fue descrita por primera vez por el científico, naturalista, botánico y zoólogo sueco Carolus Linnaeus en 1766 bajo el nombre científico Picus Passerinus; localidad tipo errada «Dominica», posteriormenre enmendada para «Cayenne».

### Taxonomía
Forma una superespecie con Veniliornis frontalis; las dos especies algunas veces hibridan, y ha sido consideradas ocasionalmente como conespecíficas. Las subespecies tienden a cruzarse. Aves del extremo oeste de la Guayana Francesa descritos como subespecie saturatus y aquellas del este de Brasil (norte de Goiás, oeste de Bahía) descritas como transfluvialis, aparentan ser nada más que cruzamientos.

### Subespecies
Según la clasificación del Congreso Ornitológico Internacional (IOC) (Versión 5.1, 2015) y Clements Checklist 6.9, se reconocen X subespecies, con su correspondiente distribución geográfica::
- Veniliornis passerinus agilis (Cabanis & Heine), 1863 - este de Ecuador hasta el oeste de Brasil y norte de Bolivia.
- Veniliornis passerinus diversus Zimmer,JT, 1942 - norte de Brasil.
- Veniliornis passerinus fidelis (Hargitt), 1889 - oeste de Venezuela a este de Colombia.
- Veniliornis passerinus insignis Zimmer,JT, 1942 - centro oeste de Brasil.
- Veniliornis passerinus modestus Zimmer,JT, 1942 - noreste de Venezuela.
- Veniliornis passerinus olivinus (Natterer & Malherbe), 1845 - sur de Bolivia, sur de Brasil, Paraguay y noroeste y noreste de Argentina.
- Veniliornis passerinus passerinus (Linnaeus), 1766 - las Guayanas y noreste de Brasil.
- Veniliornis passerinus taenionotus (Reichenbach), 1854 - este de Brasil.
- Veniliornis passerinus tapajozensis Gyldenstolpe, 1941 - centro de Brasil.